# Delosperma davyi
Delosperma davyi är en isörtsväxtart som beskrevs av Nicholas Edward Brown. Delosperma davyi ingår i släktet Delosperma, och familjen isörtsväxter. Inga underarter finns listade i Catalogue of Life.